# Cestoball
El cestoball es un deporte por equipos compuesto por 6  jugadores cada uno, que se enfrentan en un campo de 28 metros por 16 con un cesto en cada extremo, a 5 metros de la línea final, lo que permite encestar desde cualquier punto a su alrededor. La pelota no tiene bote, y se traslada mediante pases.
Se originó en Argentina y actualmente experimenta un notable crecimiento en Asia y África.[cita requerida]

## Historia

### Comienzos
En el año 1897 Enrique Romero Brest, padre de la Educación Física en Corrientes, Argentina; comienza a establecer las primeras reglas de la Pelota al Cesto, nombre original del cestoball. El 9 de marzo de 1903, Romero Brest presentó a consideración del entonces Ministro de Instrucción y Salud Pública, un programa de Educación Física para nivel secundario en el cual apareció por primera vez formalizado el Cesto. Dicho programa fue aprobado el 17 de marzo de 1903.

### Crecimiento
Los docentes que asistían a las clases que dictaba el Romero Brest aprendían Cesto y fueron llevando el deporte a las escuelas. Rápidamente su práctica se trasladó a los clubes de la época.
El crecimiento y la importancia adquirida por los campeonatos de Pelota al Cesto hizo que el deporte se asociara con el Voley, que en aquella época comenzaba a darse a conocer, y en 1932 se fundara la Federación Argentina de Voleibol y Pelota al Cesto (FAVC).
Más adelante, ambos deportes comenzaron a transitar caminos institucionales por separado, y el 10 de julio de 1952 se fundó la Confederación Argentina de Pelota al Cesto, reconocida y afiliada en 1957 a la Confederación Argentina de Deportes.
En el ámbito nacional, el Cesto tenía sus competiciones a nivel nacional, con presencia en todas las provincias.

## Reglamentos
Un partido de cestoball es jugado por dos equipos integrados por 6 jugadores cada uno, en una cancha que mide mide 28 metros de largo por 16 de ancho (con medidas máximas y mínimas especificadas en el reglamento), y está dividido por una línea central.
En cada mitad de cancha hay un cesto ubicado dentro del terreno de juego, a 5 metros de la línea final. Esto permite anotar goles desde cualquier punto a su alrededor. Los cestos tienen una altura es de 3 metros con 30 centímetros, y un diámetro de 50 centímetros.
El partido se divide en dos tiempos de 20 minutos netos de juego cada uno, con un descanso intermedio de 5 minutos.
El objetivo de cada equipo es anotar goles lanzando la pelota a los cestos. La pelota es redonda, recubierta con material sintético o cuero, y rellena con estopa o materiales similares que no generen rebote. Mide 55 centímetros de circunferencia y pesa 750 gramos. Se traslada mediante pases entre los jugadores, que pueden tener la posesión por 3 segundos, y dar hasta 2 pasos con ella en su poder. Solo puede ser movilizada con las manos. Si toca cualquier parte del cuerpo que no sean las manos o los antebrazos, el equipo contrario recuperará la posesión.
Para el pase de la pelota entre compañeros, debe haber al menos 2 metros de distancia entre ellos.
La conversión de un lanzamiento de campo o tiro libre desde la zona de ataque de un equipo vale 2 puntos, al igual que la conversión de un penal o de un lanzamiento técnico. Un lanzamiento de campo o tiro libre convertido desde zona defensiva vale 3 puntos.
El partido es dirigido por dos árbitros, encargados cada uno de una mitad del campo. En partidos definitorios o de importancia, podrá designarse un tercer árbitro.
Los entrenadores pueden solicitar en total tres tiempos fueras durante el partido, cada uno, de 60 segundos.
La limitadas son ilimitadas, y se realizan detrás de la línea final correspondiente a la zona defensiva del equipo.
Si el encuentro está empatado al cumplirse el tiempo reglamentario, se juegan dos tiempos extras de 3 minutos cada uno.
Si persiste la igualdad al finalizar el tiempo extra, el ganador se definirá con lazamientos penales.

## Infracciones

### Faltas personales
Las faltas personales se sancionan de la siguiente manera:
Si un jugador es objeto de una falta mientras realiza la acción de lanzamiento al aro, puede optar por:
1. Un tiro libre (lanzamiento sin oposición desde la línea de personal).
2. Reiniciar el juego mediante un pase desde la línea de fondo o zona de saque.

Cuando un jugador acumula su quinta falta personal en un mismo partido, el equipo adversario recibe un lanzamiento directo desde la línea de personal por cada falta adicional.
A partir de la sexta falta personal, además del tiro libre, el jugador infractor debe retirarse del juego y no puede reingresar hasta el final del partido.

### Faltas antideportivas
Los actos antideportivos leves se advierten con tarjeta amarilla.
Si el jugador reincide en conducta antideportiva en la misma acción, se muestra simultáneamente tarjeta amarilla y roja, resultando en suspensión temporal de 3 minutos sin posibilidad de sustitución.
Una tercera infracción antideportiva conlleva la expulsión definitiva por tarjeta roja, sin opción de reemplazo durante el resto del partido.

### Salto para la restitución del juego
Cuando dos jugadores rivales disputan el balón simultáneamente y ninguno logra la posesión inmediata, el árbitro ordena un salto entre dos para reanudar el juego.Reglamento Oficial de la FIBA, sección 33, artículo 33.1.
Asimismo, se aplica salto entre dos si infractores de ambos equipos cometen faltas simultáneas durante la misma jugada.

### Equilibrio numérico e invasión
Para garantizar el equilibrio numérico en la cancha, cada equipo debe mantener un máximo de cuatro jugadores en una mitad y un mínimo de dos en la otra durante todo el partido.
Sin cumplir esta regla, denominada "equilibrio numérico", se sanciona como invasión y el equipo rival reinicia el juego desde su línea de mediocampo.

## Competiciones
En Argentina, el cestoball tiene Ligas Federadas en cada provincia, y a nivel nacional los siguientes torneos bajo la órbita de la Confederación Argentina de Cestoball:
Torneos por equipos (clasificados de todo el país)
- CADC Liga Nacional categoría Primera Femenina
- CADC Liga Federal categoría Primera Femenina
- CADC Liga Nacional categoría Primera Masculina
- CADC Copa San Martín Mayores Masculina
- CADC Liga Nacional categoría Maxi Femenina
- CADC Master Masculino
- CADC Liga Nacional Sub-17 Femenina
- CADC Liga Nacional Sub-14 Femenina
- Juegos Nacionales Evita: 24 equipos
- CADC Intermini Nacional Sub-12 y Sub-10 Mixto
- CADC Abierto Nacional de Beach Cestoball

Torneos por Selecciones Provinciales
- CADC Campeonato Argentino de Cestoball categoría Mayores Femenino
- CADC Campeonato Argentino de Cestoball categoría Mayores Masculino
- CADC Campeonato Argentino de Cestoball categoría Sub-17 Femenino
- CADC Campeonato Argentino de Cestoball categoría Sub-14 Femenino

## Equipos en Argentina
El cestoball se juega en todo el país, en los siguientes clubes, instituciones y equipos:
Capital Federal 14
APV, Avellaneda, Ballester, Cesto Porteño, Ciudad de Buenos Aires, GEVP, Hacoaj, San Martín, SITAS, Social Parque, Vélez Sarsfield, EDA Lanús, EDA Hurlingham, EDA San Martín.
Buenos Aires 15
Villa Díaz Vélez (Necochea), Club Lilan (Laprida), Castelli, José Hernández (La Plata), Cef 101 9 de julio, Bolívar, Mar del Plata, Lobos, Los Hornos, Club Almafuerte La Matanza, Monte, Trenque Lauquen, Chacabuco, Mercedes, EDA Castelli.
Catamarca 1
EDA Icaño.
Chaco 13
Mariscal, Leonas, Koxis, Lobas, Tendencias, Club Atlético Libertad, Club Caupolicán, Polideportivo Municipal Saénz Peña, Fundación Corazones Solidarios, CUNE, CEF 1, Castelli, EDA Quitilipi.
Chubut 1
Esquel.
Córdoba 8
Carib, Río Cuarto, Observatorio, Unión, River de Bell Ville, Rieles Argentinos, Río Tercero, Rivadavia, EDA Bell Ville.
Corrientes 10
Club Córdoba, Regatas, Arroyito, Juventus, 1536 viviendas, El Tala, Hércules, San Martin, Alvear, Boca Unidos.
Entre Ríos 2
Club Huracán Diamante, EDA Victoria.
Jujuy 9
Bachillerato 2 San Salvador, Independiente San Salvador, EDA Palpalá, Leonas Fraile Pintado, Panteras Fraile Pintado, Evolución Fraile Pintado, Yungas Ledesma, Club Arrieta Ledesma, EDA Ledesma.
La Pampa 13
Ciudad de Santa Rosa, Estudiantes, Belgrano, Sportivo Toay, Riglos, Centro Vasco, Ferro, Cultural Argentino, Costa Brava, Independiente, Pico Football, Quemu Quemu, Estudiantil de Castex.
La Rioja 4
Polideportivo Vargas, Centro de educación física N°5 (CEF N°5), Campus Gabriela Mistral, Club Facundo.
Mendoza 1
EDA Mendoza Junin.
Misiones 7
Club Nazareno, Club Unión Cultural Eldorado, Club Panteras, Club Racing, Iguazú, CEFM, EDA Misiones Jardín América.
Río Negro 1
Bariloche
Salta 5
C.E.F., Centro Vecinal de Villa Soledad, Centro Vecinal San Martin, E.M.C. de Hipólito Yrigoyen, Irigoyen Cesto Club.
San Juan 2
Club Villa Las Rosas, EDA San Juan.
San Luis 14
Edip, Club Gral. San Martin, Deportivo Cuyo, Sportivo Pringles, Sociedad Recreativa Hijitus, Alianza Sportivo Libertad, Halcones, GM cesto, Club Sportivo, Sociedad Española, Juventud Unida Tilisarao, Sociedad Italiana, Concaran, Pringles (Justo Daract).
Santa Cruz 1
Caleta Olivia.
Santa Fe 1
Amazonas Coronda.
Santiago del Estero 14
Quimsa, Central Córdoba, Defensores del sud, Mitre, Güemes, Villa Hortencia, Dorrego, Comercio, Estudiantes, Huracán, Cef, Moreno, Estrella Verde, EDA Santiago del Estero.
Tierra del Fuego 1
EDA Río Grande.
Tucumán 18
Aguilares, Cefa, Belgrano, Estudiantes, Patriótica, Folclórica, Fundación J R, Lomas, San José, Concepción, Banda, UCB, Catan, Alberdi, Las Cejas, Facdef, Lomas Basket, EDA Tucumán Club Belgrano.

## El cestoball en el mundo

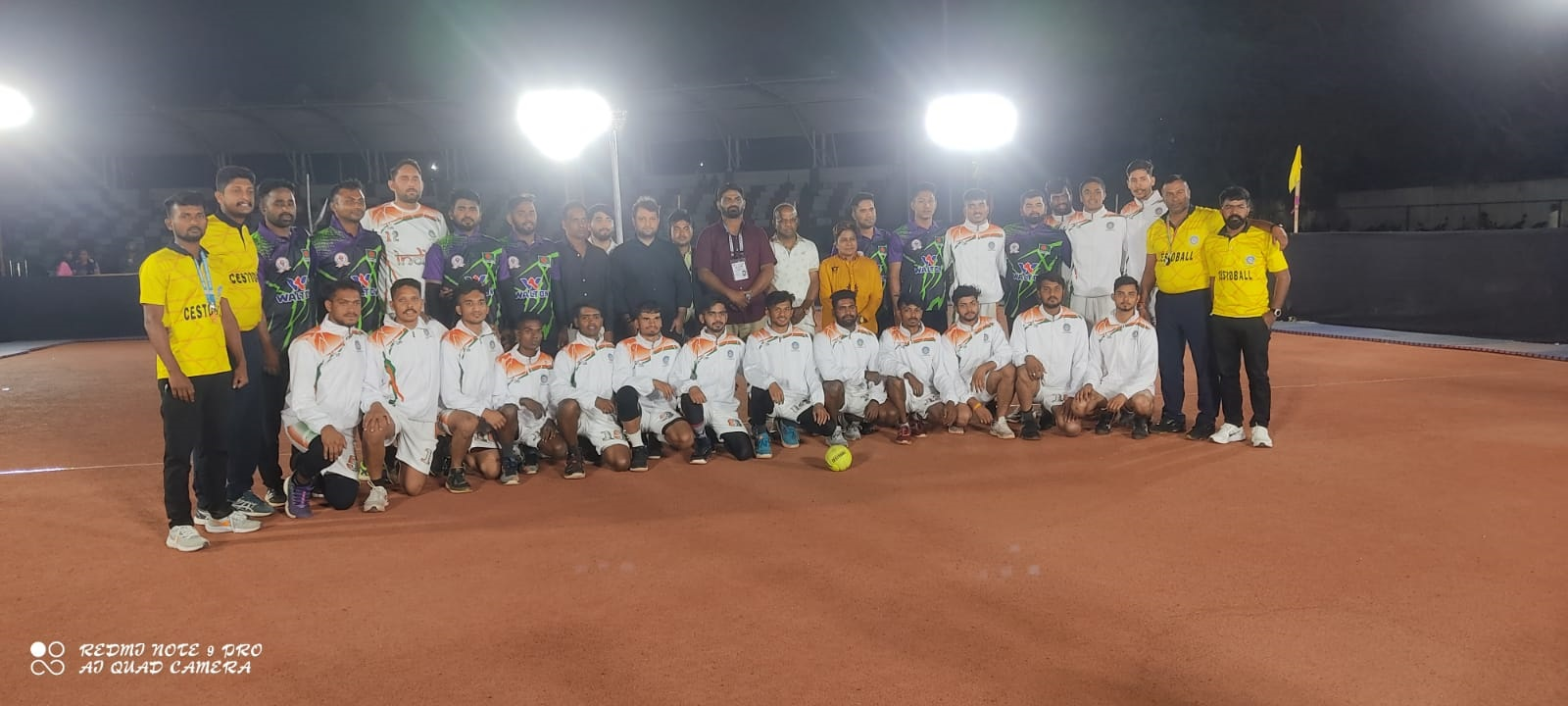
Challenge Binacional India vs Bangladés

A partir de 1974 se comenzó a realizar la difusión internacional, con la primera presentación de un equipo extranjero en suelo argentino: el seleccionado Paraguayo, que se hizo presente en el Campeonato Argentino de Corrientes.
En 1975, se concretó en Buenos Aires, el 1.er Congreso Internacional con la concurrencia de Paraguay, Uruguay, Chile, Perú y la visita extraoficial del Presidente del Comité Olímpico Boliviano. La realización del Congreso trajo aparejado inmediatamente la Gira de la Selección Argentina a Uruguay, Chile, Perú y Bolivia.
La Selección Argentina realizó una gira de promoción y difusión del 19 de enero al 4 de marzo de 1979 por toda América, y en 1980 por varios países de Europa, incluyendo Portugal, España, Francia, Italia y Grecia, pasando también por Israel y llegando a pisar suelo africano con la visita a Egipto.
Promediando la década del 80 y tras el interés que despertaron en el Viejo Continente las exhibiciones de cestoball, autoridades del Korfball holandés y del Korbball suizo-alemán manifestaron su deseo de trabajar conjuntamente con la Pelota al Cesto argentina.
En 1985, finalmente se realizan varias modificaciones en el reglamento y se cambia el nombre de pelota al cesto por el de cestoball, con el objetivo de mantener la palabra “Cesto” en el idioma del país de origen, e incorporar la palabra “ball” para difundirlo internacionalmente. El nuevo nombre y la modificación de las reglas entrarían en vigencia el 1 de enero de 1986.
Así nació también la Confederación Internacional de Cestoball (C.B.I.), cuya presidencia recayó en Rolf Würgler (Suiza) y la vicepresidencia en Sara Closas (Argentina).
Desde ese momento y hasta fines de la década del 90 continuó la difusión internacional del cestoball, con más giras por América y Europa, y la realización de una Copa del Mundo en Corrientes, Argentina, en julio de 1994, en la cual Argentina se consagró Campeón, seguido por Bolivia y Suiza completando el podio.
En el mes de julio de 1996, se llevó a cabo el Primer Campeonato Panamericano en Santiago del Estero, Argentina (1.º Argentina, 2.º Cuba y 3.º Paraguay).
Hacia fines de los 90, se discontinuó la práctica a nivel internacional.
En 2018, la Confederación Argentina de Cestoball inició contactos con India, país que manifestó interés en practicarlo. Esto abrió una puerta al ingreso en territorio asiático, donde en 2019 se realizaron competencias continentales. A su vez, la práctica del cestoball en Asia generó el interés de países africanos y se retomó la actividad en América, reiniciando un proceso de reorganización institucional a nivel mundial.
En muchos países, comenzó a jugarse o se restableció su práctica, entre ellos:
América: Argentina, Bolivia, Chile, Cuba, México, Paraguay, República Dominicana, Uruguay, Venezuela.
Europa: Francia, País Vasco.
África: Zimbabue, Uganda, Kenia.
Asia: Afganistán, Bangladés, Bután, Hong Kong, India, Irán, Indonesia, Malasia, Nepal, Pakistán, Sri Lanka, Tailandia, Singapur, Filipinas.

## Eventos en el mundo

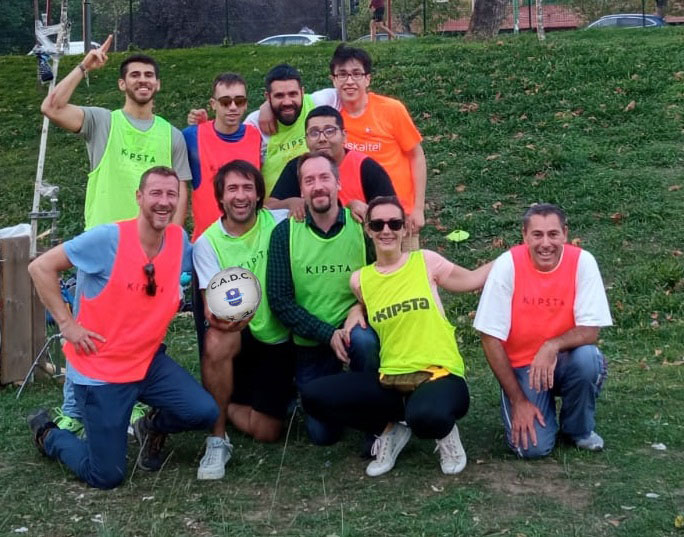
Cestoball en País Vasco.

Sudamericano de Cestoball. Masculino y Femenino.
Última edición: 2013. 1.º Argentina, 2.º Paraguay, 3.º Bolivia.
Binacional India-Tailandia. Masculino y Femenino.
Última edición: 2019. 
Ganador Masculino: India
Ganador Femenino: India
Binacional India-Bangladés. Masculino y Femenino.
Última edición: 2023. 
Ganador Masculino: India
Ganador Femenino: Bangladés
EUSKAL KOPA. País Vasco. Mixto.
CAMPEONES
2020: Bizkaitarrak
2022: Bizkaitarrak
2023: Bizkaitarrak
CAMPEONATOS NACIONALES ANUALES
India
Kenia
País Vasco
CAMPEONATO MUNDIAL DE CESTOBALL
Primera edición: 21 al 25 de mayo de 2023 en Bangalore, India.
Ganador Masculino: Argentina
Ganador Femenino: Argentina

## Beach cestoball

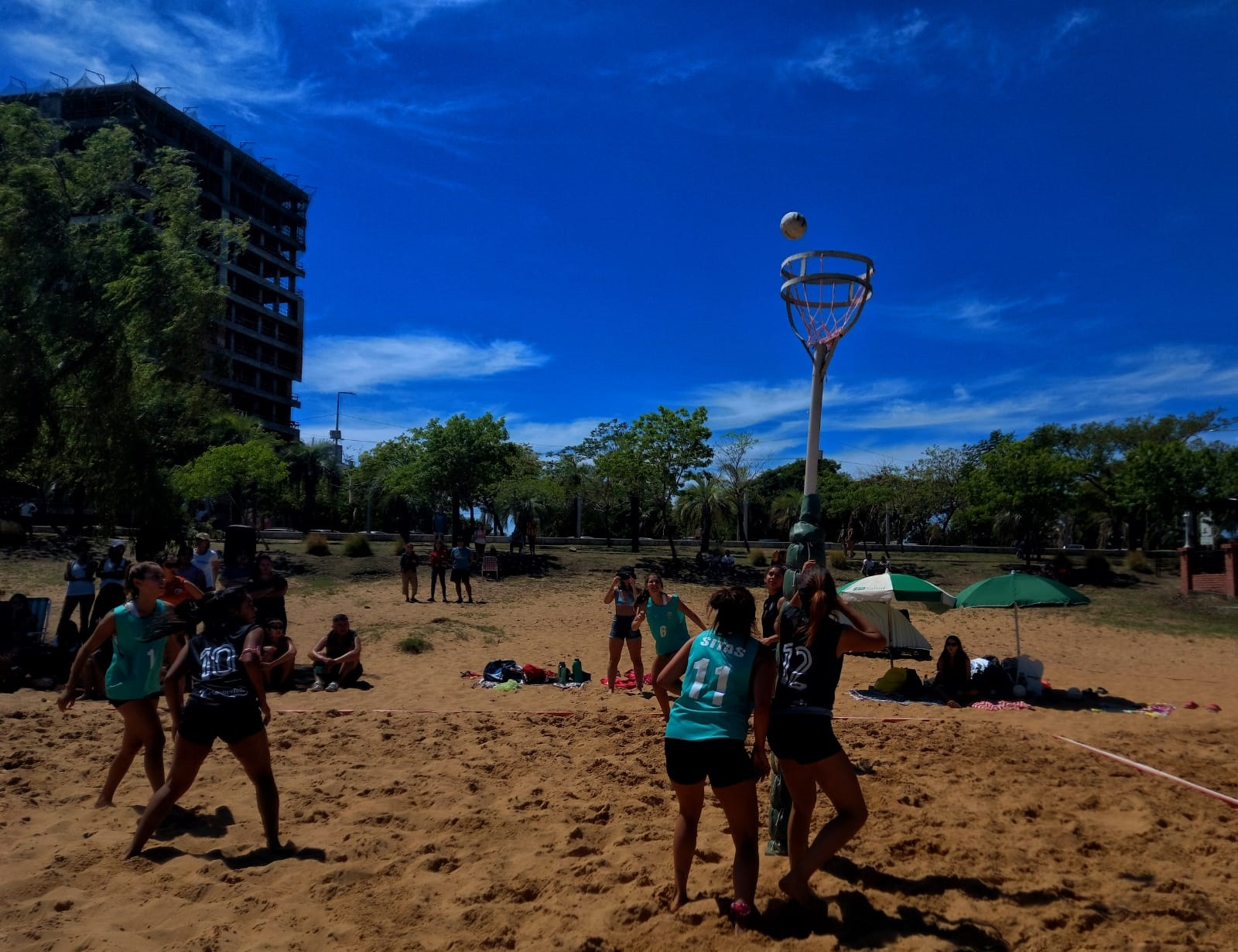
Beach Cestoball.

En el año 2003, el cestoball se convirtió en uno de los primeros deportes a nivel mundial en tener su modalidad sobre arena, realizándose ese año en Villa Gesell el primer torneo de la especialidad.
Rápidamente se extendió por todo el país, jugándose con diferentes reglas según la región.
En 2019, se realizó una unificación de las reglas y se estableció un reglamento oficial para su práctica.
En 2021 se llevaron a cabo los primeros torneos oficiales de Beach Cestoball bajo la órbita de la Confederación Argentina de Cestoball. Fueron los Regionales Norte, Centro y Sur. 
Los equipos clasificados en los torneos femenino y masculino de cada regional disputaron la Liga Nacional de Beach Cestoball en la ciudad de Corrientes, en 2022. 

## Cestoball adaptado

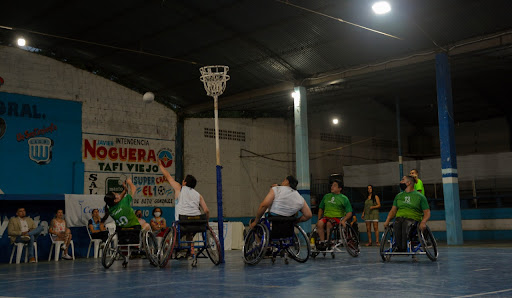
Cestoball Adaptado.

La Confederación Argentina de Cestoball a través de una comisión especial trabajó en el diseño de un reglamento de cestoball adaptado, destinado a personas que se movilizan en silla de ruedas.
En noviembre de 2021 luego de 2 años de trabajo, investigación, capacitación y pruebas fue presentado oficialmente el Reglamento de Cestoball Adaptado, ampliando posibilidades para hacer realidad un Cestoball para todas y todos. 